# Zvezda M503

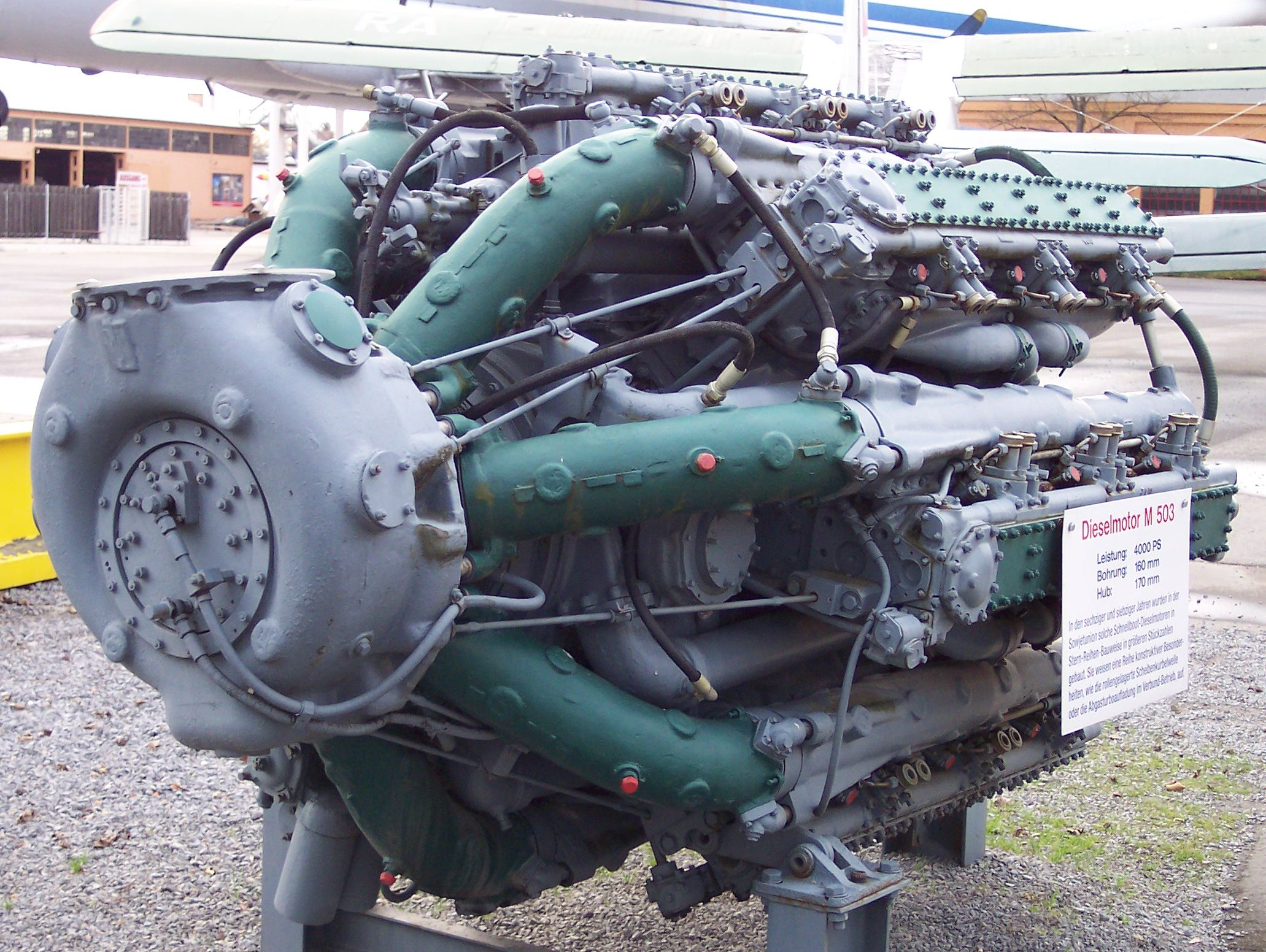
exposé

Le Zvezda M503 (construit à AO Zvezda à Saint-Pétersbourg) est un moteur radial diesel à 42 cylindres conçu en URSS dans les années 1970. Son utilisation principale était dans les bateaux lance-missiles soviétiques de classe Osa qui utilisaient trois de ces moteurs.

## Origine aéronautique: Yakovlev M-501
À l'issue de la Seconde Guerre mondiale, les Soviétiques héritent des travaux allemands sur les moteurs diesel d'aviation, illustrés notamment par le Junkers Jumo 205. Le projet d'un moteur diesel aérien incomparablement plus puissant est confiée à l'équipe er Vladimir Yakovlev (à ne pas confondre avec Alexandre Sergueïevitch Yakovlev, concepteur d'avions). Le M-501 qui en résulte est un moteur 42 cylindres (en 6 étoiles), refroidi par eau. Sa cylindrée est de 144 litres et sa puissance d'environ 6 000 chevaux. S'il avait été produit en série, il aurait été de loin le plus gros moteur d'avion à pistons, avec une cylindrée qui est plus du double de celle du Wasp Major. Il est destiné à des projets de bombardiers intercontinentaux, mais le projet est abandonné vers 1950, une fois qu'il est apparu que les turbines (turbopropulseurs et turboréacteurs) constituent la meilleure option pour motoriser les avions de grande taille.

## Version navale: Zvezda M-503
La conception du M-501 est reprise dans les années 1960, pour produire un moteur naval, destiné à de petits navires rapides, notamment les patrouilleurs lance-missiles de classe Osa, produits à quelque 400 exemplaires. Le M-503 est assez profondément modifié par rapport au M-501. Les blocs moteurs sont désormais en acier et non aluminium, la suralimentation est différente. Le moteur pèse environ 5 500 kg.
En 2021, le M-503 est toujours en production pour les applications navales, ainsi que plusieurs dérivés, comme le M-504 à 56 cylindres, et le M-507, qui se présente comme deux M-504 couplés sur une même boite de vitesse (et donc devient un moteur 112 cylindres). Le M-507 anime les corvettes de classe Karakurt. Ces moteurs sont produits par l'usine Zvezda à Saint-Pétersbourg

## Tractor pulling
Une équipe allemande de tractor pulling utilise un Zvevda M503. Le moteur a été profondément modifié et il fonctionne au méthanol avec un allumage par bougies. Sa puissance aurait été très largement augmentée. 